# Andrzej Iwan
Andrzej Iwan (Cracovia, Polonia, 10 de noviembre de 1959-ibídem, 27 de diciembre de 2022) fue un jugador y entrenador de fútbol polaco. En su etapa como jugador profesional se desempeñaba como delantero. 
Su hijo Bartosz también es futbolista.

## Selección nacional
Fue internacional con la selección polaca en veintinueve ocasiones y convirtió once goles. Formó parte de la selección que obtuvo el tercer lugar en la Copa del Mundo de 1982, jugando solo dos partidos durante el torneo. 

### Participaciones en Copas del Mundo
| Mundial                        | Sede      | Resultado    | Partidos | Goles |
| ------------------------------ | --------- | ------------ | -------- | ----- |
| Copa Mundial de Fútbol de 1978 | Argentina | Segunda fase | 2        | 0     |
| Copa Mundial de Fútbol de 1982 | España    | Tercer lugar | 2        | 0     |

### Participaciones en Eurocopas
| Copa            | Sede    | Resultado    |
| --------------- | ------- | ------------ |
| Eurocopa Sub-18 | Polonia | Tercer lugar |

## Clubes

### Como jugador
| Club             | País             | Año       |
| ---------------- | ---------------- | --------- |
| Wisła Cracovia   | Polonia          | 1976-1985 |
| Górnik Zabrze    | Polonia          | 1985-1988 |
| VfL Bochum       | Alemania Federal | 1988-1989 |
| Górnik Zabrze    | Polonia          | 1989      |
| Aris Salónica FC | Grecia           | 1990-1991 |
| Górnik Zabrze    | Polonia          | 1992      |
| FC Azzurri       | Suiza            | 1992-1993 |
| FC Pully         | Suiza            | 1993      |
| Kuchnie Izdebnik | Polonia          | 1994      |

### Como entrenador
| Club                       | País    | Año       |
| -------------------------- | ------- | --------- |
| Wisła Cracovia (juvenil)   | Polonia | 1997-1999 |
| Wisła Cracovia (asistente) | Polonia | 1999-2001 |
| Zagłębie Lubin (asistente) | Polonia | 2002      |
| Okocimski KS Brzesko       | Polonia | 2003-2005 |
| Kadra Małopolski           | Polonia | 2004-2005 |
| Płomień Jerzmanowice       | Polonia | 2005-2006 |
| Wiatr Ludźmierz (juvenil)  | Polonia | 2006      |
| Orlęta Rudawa              | Polonia | 2006-2008 |

## Palmarés

### Como jugador

#### Campeonatos nacionales
| Título      | Club           | País    | Año  |
| ----------- | -------------- | ------- | ---- |
| Ekstraklasa | Wisła Cracovia | Polonia | 1978 |
| Ekstraklasa | Górnik Zabrze  | Polonia | 1986 |
| Ekstraklasa | Górnik Zabrze  | Polonia | 1987 |
| Ekstraklasa | Górnik Zabrze  | Polonia | 1988 |

#### Distinciones individuales
| Distinción                    | Año  |
| ----------------------------- | ---- |
| Futbolista del año en Polonia | 1987 |

### Como entrenador asistente

#### Campeonatos nacionales
| Título          | Club           | País    | Año  |
| --------------- | -------------- | ------- | ---- |
| Copa de la Liga | Wisła Cracovia | Polonia | 2001 |
| Ekstraklasa     | Wisła Cracovia | Polonia | 2001 |